# Kinzie Kenner
Kinzie Kenner, est une Go-Go dancer, une actrice américaine de films pornographiques et un mannequin de charme.

## Biographie
Kinzie Kenner est née le 22 juillet 1984, en Californie (États-Unis). Elle déménage de Phoenix (Arizona) pour s'installer à Simi Valley en Californie.

## Carrière
Kinzie Kenner débute dans l'industrie de la pornographie en février 2003. Elle est alors âgée de 19 ans. Son premier film diffusé par Digital Sin est intitulé Young as they Cum #12. Elle se sent passablement gênée car elle n'a connu que deux amants jusque-là « When I first started doing boy/girl I was nervous because I had only been with two other people in my personal life.,  ». Elle abordera des scènes de sodomie à partir de 2005 avec Lil' Red Riding Slut (Elegant Angel).
À l'automne 2005, elle se fait poser des implants mammaires qui font passer sa pointrine à un bonnet D. Ses nouvelles mensurations et des performances étonnantes la rendent vite célèbre.
Après s'être accordé un repos d'un an pendant lequel elle pose dévêtue pour diverses publications, elle revient devant les caméras.
Kinzie Kenner a interprété une centaine de films pornographiques avant de se retirer en 2008.

## Filmographie
- Young As They Cum 12, (2003)
- Three Timing, (2003)
- Hook-ups 3, 9 (2005)

Une filmographie détaillée peut être consultée ici

## Récompenses
- AVN Awards, 2006 Best Couples Sex Scene (nommée)
- XRCO 2005, (Teen) Cream Dream[5].